# ArtX
ArtX（アートエックス）とは、かつて存在した、アメリカ合衆国のグラフィックチップ設計会社。シリコングラフィックス社で「NINTENDO 64」の開発を担当したグループが設立した。その後、カナダのATI Technologiesに買収され、さらにATIがAMDに買収されたため、現在は同社の一部となっている。
コスト性と、ハイパフォーマンス性に優れたPCグラフィックスチップの開発に注力したので、早期に3dfx、NVIDIA対抗できると考えていた。デイビッド・オートン (David Orton)（シリコングラフィックスの先端グラフィックス部門の統括者）が、ArtXの社長に任命された。彼は後にATIのCEOとなり、AMDの買収までその地位にあった。
1999年、ジオメトリエンジンを持った最初のグラフィックスチップセット『ALADDiN7』をCOMDEXでデモンストレーションした。このチップは、台湾企業のALiと共同開発のものである。ArtXは任天堂の第4世代ゲームコンソール「ニンテンドー ゲームキューブ」（GC）のためのグラフィックスチップ（コードネームFlipper）を開発する契約を結んだ。
2000年2月、ATI Technologies からの40億ドルのストックオプションでの買収が行われた。さらに2006年7月に ATI Technologies がAMDに買収された。取引き額は54億ドル。2006年会計年度の第4四半期で統合は完了。ArtXはATIから受け継いだR300グラフィックスチップセットの開発の道を開いた。ATIは、NVIDIAと激しい競争関係にあり、最高速度、最先端グラフィックスカード（プロセッサスピード、メモリのアクセススピードと容量、パイプライン等）の分野において競い合い、AMDの一部となった今でもそれは変わらない。
なお、GCの後継たる「Wii」のグラフィックを担うHollywoodチップも旧ArtXの技術者チームが引き続き担当している。